# Alligatoah

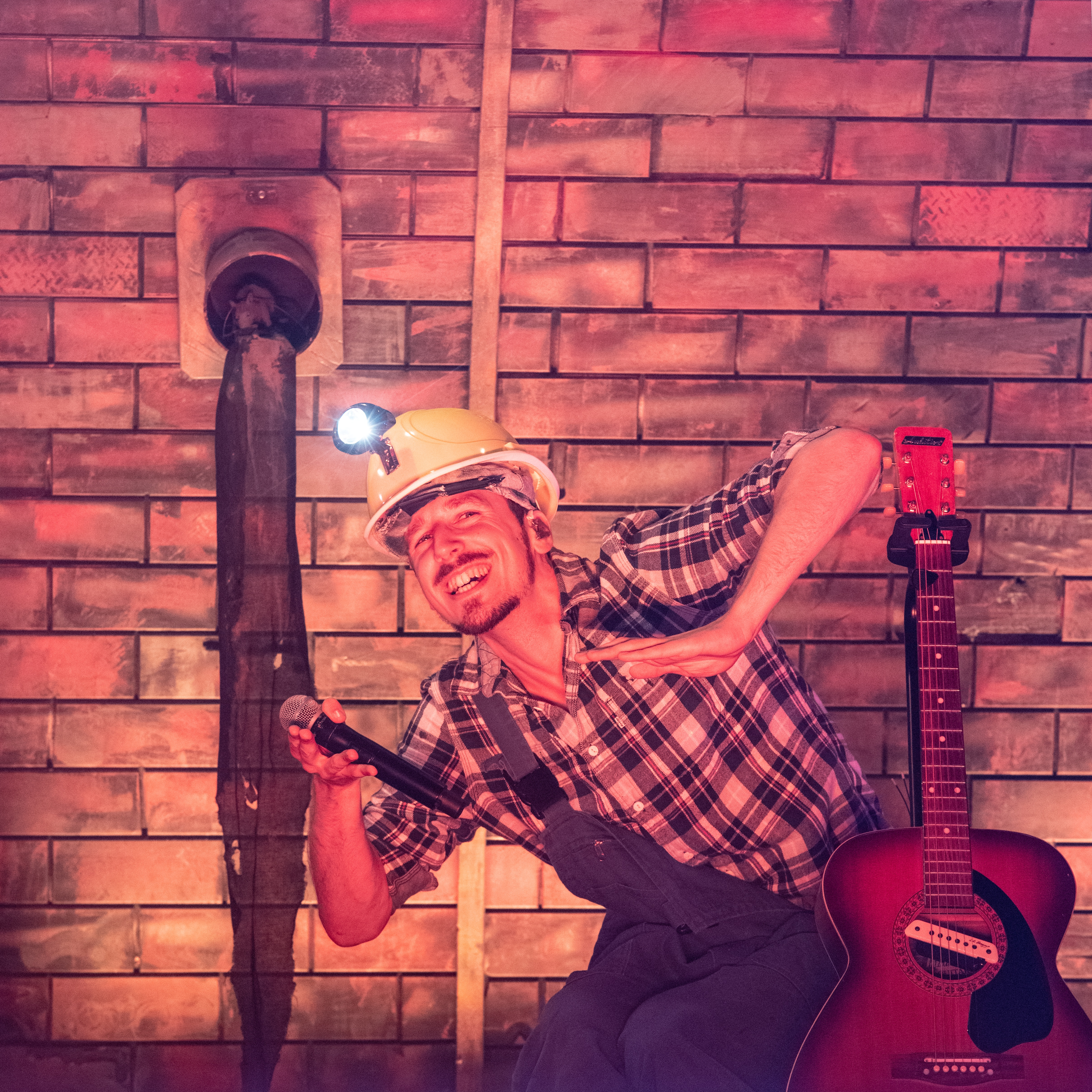
Alligatoah, Zelt-Musik-Festival en 2018 à Fribourg-en-Brisgau, Allemagne

Alligatoah, de son vrai nom Lukas Strobel, né le 28 septembre 1989 à Langen, en Basse-Saxe, est un artiste de hip-hop et rappeur allemand. Derrière le nom d'Alligatoah se trouvent deux personnages fictifs, Kaliba 69 (rap) et DJ Deagle (producteur), tous deux interprétés par lui-même.

## Biographie

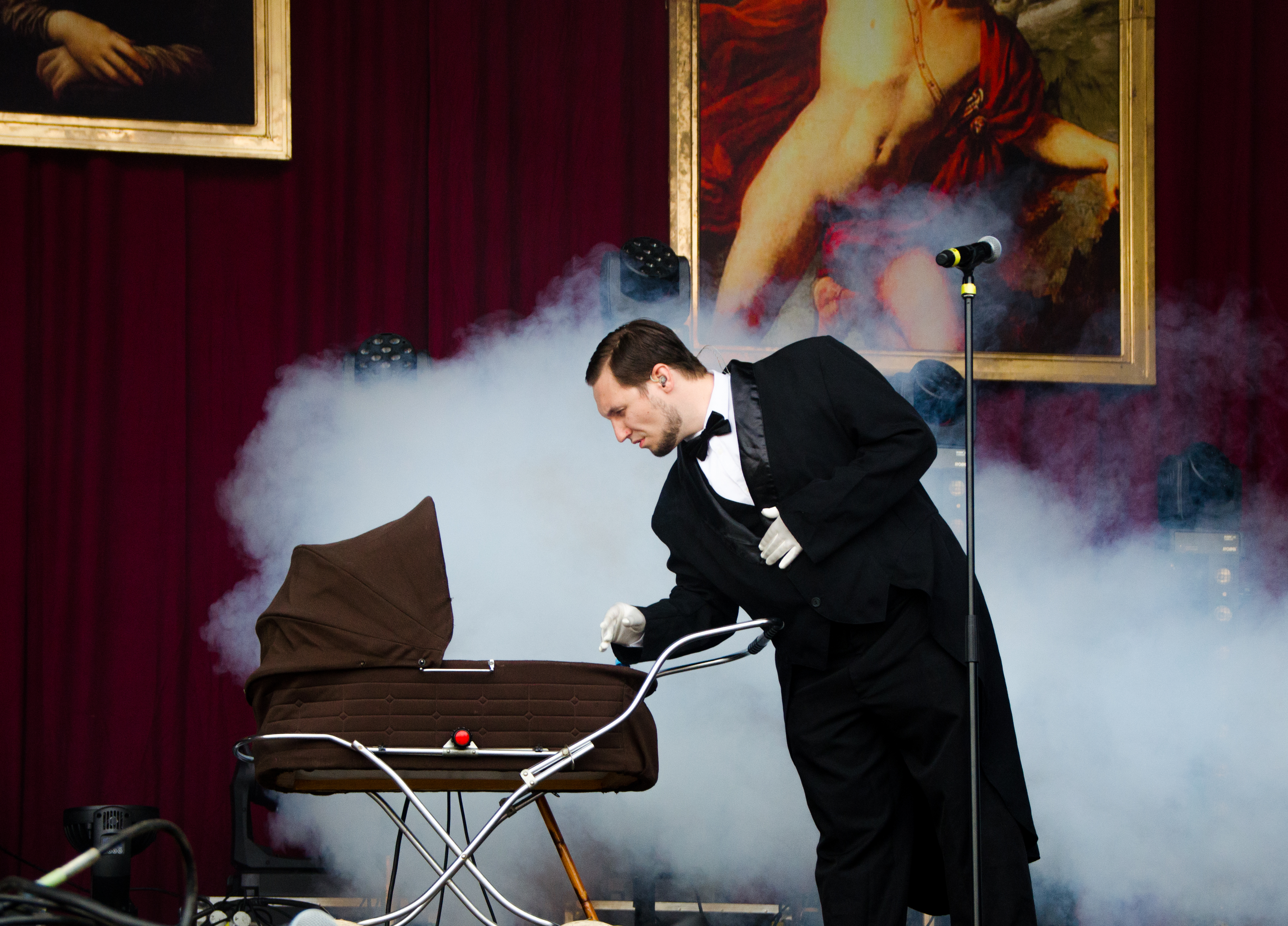
Alligatoah, au Kosmonaut Festival 2014.

Lukas grandit dans une commune de Basse-Saxe. Durant sa scolarité, il réalise une série de courts-métrages et remporte le prix de 750 euros d'un festival du film de la jeunesse.
Le 10 avril 2006, apparaissent le groupe Alligatoah et ses deux membres. De son propre aveu, Strobel ne souhaitait pas « être seul » dans la création. Il s'inspire des battles comme celles des membres d'Aggro Berlin. Il publie son premier album, ATTNTAAT, puis une mixtape, Schlaftabletten, Rotwein Teil I, qui servent de bande originale au film Goldfieber. En 2008 sort un second album In Gottes Namen.
Après avoir obtenu son abitur, il arrive à Berlin. En 2011, il publie une troisième mixtape, Schlaftabletten, Rotwein Teil III. En août, il signe avec le label Trailerpark. Timi Hendrix, membre du Pimpulsiv, en contrat aussi avec ce label, prend contact avec lui et l'invite à collaborer. Alligatoah fait partie d'une tournée en Allemagne de septembre 2011 à mars 2012 avec Pimpulsiv, Sudden et DNP. En outre, il fait la première partie du groupe K.I.Z. En août 2013, il publie son troisième album, Triebwerke (jeux de mots, à la fois réacteurs et œuvres de pulsions sexuelles) qui devient numéro un des ventes.
En novembre 2015, il publie Musik ist keine Lösung, son quatrième album studio. Il se vend à 100 000 exemplaires et est certifié disque d'or.
En 2018 sort Schlaftabletten, Rotwein Teil V, cette fois-ci un album studio. Bien qu'il se classe premier des ventes à sa sortie, il obtient un succès commercial relativement faible comparé aux deux albums précédents.

## Discographie

### Albums studio
- 2006 : ATTNTAAT
- 2008 : In Gottes Namen
- 2013 : Triebwerke
- 2015 : Musik ist keine Lösung
- 2018 : Schlaftabletten, Rotwein Teil V
- 2022 : Rotz & Wasser

### Mixtapes
- 2006 : Schlaftabletten, Rotwein Teil I
- 2007 : Schlaftabletten, Rotwein Teil II
- 2011 : Schlaftabletten, Rotwein Teil III
- 2011 : Schlaftabletten, Rotwein Teil IV

### EPs
- 2007 : Goldfieber (bande son)
- 2008 : Raubkopierah
- 2014 : Narben
- 2015 : Denk an die Kinder

## Distinctions
- 2014 : disque d'or pour le single Willst du[9]
- 2014 : disque d'or pour l'album Triebwerke[10]
- 2015 : German 1 Live Krone dans la catégorie « meilleur artiste hip-hop » pour le single Vor Gericht[11]
- 2015 : disque de platine pour le single Willst du[12]
- 2016 : disque d'or pour l'album Musik ist keine Lösung[13]